# Гоутен (Мічиган)
Гоутен (англ. Houghton) — місто (англ. city) в США, в окрузі Гаутон штату Мічиган. Населення — 8386 осіб (2020).

## Географія
Гоутен розташований за координатами 47°6′37″ пн. ш. 88°34′8″ зх. д. / 47.11028° пн. ш. 88.56889° зх. д. (47.110200, -88.568828).  За даними Бюро перепису населення США в 2010 році місто мало площу 12,12 км², з яких 11,51 км² — суходіл та 0,61 км² — водойми.

### Клімат
| Клімат : Гоутен         | Клімат : Гоутен | Клімат : Гоутен | Клімат : Гоутен | Клімат : Гоутен | Клімат : Гоутен | Клімат : Гоутен | Клімат : Гоутен | Клімат : Гоутен | Клімат : Гоутен | Клімат : Гоутен | Клімат : Гоутен | Клімат : Гоутен | Клімат : Гоутен |
| Показник                | Січ.            | Лют.            | Бер.            | Квіт.           | Трав.           | Черв.           | Лип.            | Серп.           | Вер.            | Жовт.           | Лист.           | Груд.           | Рік             |
| Абсолютний максимум, °C | 10,0            | 15,6            | 26,1            | 31,1            | 35,0            | 37,2            | 38,9            | 36,1            | 33,3            | 30,0            | 21,7            | 17,8            | 38,9            |
| Середній максимум, °C   | −5,8            | −4              | 0,9             | 8,4             | 16,8            | 21,6            | 24,4            | 23,1            | 17,4            | 10,9            | 2,7             | −3,3            | 9,5             |
| Середній мінімум, °C    | −13,6           | −12,7           | −8              | −1,4            | 4,9             | 9,6             | 12,9            | 12,6            | 7,9             | 2,4             | −3,8            | −10,1           | 0,1             |
| Абсолютний мінімум, °C  | −33,9           | −34,4           | −30,6           | −20             | −7,2            | −2,2            | 0,0             | 1,1             | −4,4            | −11,1           | −21,7           | −28,3           | −34,4           |
| Норма опадів, мм        | 108             | 58              | 62              | 43              | 63              | 72              | 75              | 70              | 82              | 65              | 72              | 87              | 857             |
| Днів з опадами          | 22,7            | 15,8            | 12,6            | 9,6             | 10,3            | 10,8            | 10,0            | 9,9             | 12,7            | 13,1            | 15,4            | 19,7            | 162,6           |
| Днів зі снігом          | 23,6            | 15,6            | 10,3            | 4,8             | 0,9             | 0               | 0               | 0               | 0               | 2,5             | 12,0            | 19,7            | 89,4            |
| ----------------------- | --------------- | --------------- | --------------- | --------------- | --------------- | --------------- | --------------- | --------------- | --------------- | --------------- | --------------- | --------------- | --------------- |
| Джерело: NOAA           |                 |                 |                 |                 |                 |                 |                 |                 |                 |                 |                 |                 |                 |

## Демографія
Згідно з переписом 2010 року, у місті мешкало 7708 осіб у 2380 домогосподарствах у складі 907 родин. Густота населення становила 636 осіб/км².  Було 2516 помешкань (208/км²).
Расовий склад населення:
| - 85,2 % — білих - 11,2 % — азіатів - 1,0 % — чорних або афроамериканців - 0,4 % — корінних американців - 0,1 % — вихідців з тихоокеанських островів |

До двох чи більше рас належало 1,8 %. Частка іспаномовних становила 1,8 % від усіх жителів.
За віковим діапазоном населення розподілялося таким чином: 10,1 % — особи молодші 18 років, 82,9 % — особи у віці 18—64 років, 7,0 % — особи у віці 65 років та старші. Медіана віку мешканця становила 22,1 року. На 100 осіб жіночої статі у місті припадало 179,9 чоловіків;  на 100 жінок у віці від 18 років та старших — 191,5 чоловіків також старших 18 років.
Середній дохід на одне домашнє господарство  становив 45 596 доларів США (медіана — 29 643), а середній дохід на одну сім'ю — 68 049 доларів (медіана — 59 886). Медіана доходів становила 35 500 доларів для чоловіків та 32 303 долари для жінок. За межею бідності перебувало 38,5 % осіб, у тому числі 22,7 % дітей у віці до 18 років та 6,6 % осіб у віці 65 років та старших.
Цивільне працевлаштоване населення становило 3508 осіб. Основні галузі зайнятості: освіта, охорона здоров'я та соціальна допомога — 45,3 %, мистецтво, розваги та відпочинок — 16,7 %, виробництво — 7,8 %, науковці, спеціалісти, менеджери — 6,8 %.